# The Star Witness
The Star Witness er en amerikansk dramafilm fra 1931 instrueret af William A. Wellman. Manuskriptet blev skrevet af Lucien Hubbard.
Filmen har Walter Huston og Frances Starr i hovedrollerne.
Manuskriptforfatterne blev nomineret til en Oscar for bedste historie ved Oscaruddelingen 1932.